# ورنون شمالی (ایندیانا)
ورنون شمالی، ایندیانا (به انگلیسی: North Vernon, Indiana) یک شهر در ایالات متحده آمریکا با جمعیت ۶٬۷۲۸ نفر است که در ایندیانا واقع شده‌است.

## موقعیت جغرافیایی
موقعیت جغرافیایی شهرها و مناطق اطراف به شرح زیر است: